# یوبلیک
یوبلیک (به لاتین: Ublik) یک روستا در لهستان است که در Gmina Orzysz واقع شده‌است.